# Метьюрин, Чарлз Роберт
Чарльз Ро́берт Метьюрин (Мэ́тьюрин; англ. Charles Robert Maturin; 25 сентября 1780, Дублин — 30 октября 1824, там же) — английский (ирландский) священник и писатель.

## Биография
Чарльз Мэтьюрин родился в семье гугенотов, бежавших из Франции после отмены Нантского эдикта в 1685 году и нашедших убежище в Ирландии. Образование Чарльз получал в Тринити-колледже, и ему прочили карьеру в церкви.
В 1803 году он стал викарием в церкви Св. Петра в Дублине. Жил он с родителями, занимался любимым делом. 7 октября 1804 года женился на певице Генриетте Кингсбери. Благодаря этому союзу Мэтьюрин породнился с Оскаром Уайльдом, которому приходился двоюродным дедушкой.
Первые работы Чарльз выпускал под псевдонимом Дэннис Джаспер Мёрфи, и они не пользовались популярностью. Однако его произведения заметил Вальтер Скотт и обратил на них внимание Дж. Байрон. Благодаря поддержке этих двух литературных светил, пьеса «Бертрам» с Эдмундом Кином в роли Бертрама увидела широкую публику и прошла с успехом.
Тем не менее, пьеса не приносит Чарльзу финансовой стабильности, так как на момент успеха приходится банкротство отца и ещё одного родственника, которым он вынужден помогать. В это же время Сэмюэль Тэйлор Колридж публично объявляет пьесу унылым и отвратительным атеистическим действием, «печальным доказательством испорченности общественного мнения».
На отзывы Колриджа обратила внимание англиканская церковь Ирландии (Мэтьюрин вынужден был отказаться от псевдонима, чтобы получить деньги за пьесу) и приостановила продвижение Чарльза по карьерной лестнице.
Мэтьюрин оказался вынужден содержать жену и четверых детей на скромный доход викария, поскольку, несмотря на продолжение своей литературной деятельности, дополнительной прибыли он не получал: его пьесы не пользовались спросом у читателей.
Помимо пьес Чарльз стал писать романы.
Чарльз Роберт Мэтьюрин умер в Дублине 30 октября 1824 года.

## Написание фамилии на русском языке
Крупнейшим и наиболее авторитетным литературоведом, занимавшимся во второй половине XX века творчеством Чарльза Метьюрина, был академик М. П. Алексеев. Готовя к академической публикации роман «Мельмот Скиталец» (М.: Наука, 1983), он специально посвятил отдельный раздел приложений вопросу об истории написания имени английского автора в России. Необходимость этого была связана с тем, что:

… русская транскрипция его фамильного имени (французского происхождения) долгое время оставалась у нас неустойчивой: его писали и произносили на разные лады.
— Алексеев М. П. Ч. Р. Метьюрин и его «Мельмот Скиталец»
Имя Метьюрина появилось в русской печати ещё при жизни писателя, начиная с 1816 года. Поначалу, следуя французскому произношению чаще всего фамилию его писали Матюре́н. Но при этом Пушкин, который прочёл роман на французском языке, в своём примечании 19 к XII строфе «Евгения Онегина» назвал его автора, следуя тогдашним традициям передачи английского способа прочтения имени, Матюрин; здесь же М. П. Алексеев приводит и вариант Матурин.
Поскольку уже тогда единства в написании не было, в вопрос правильности написания решила вмешаться редакция журнала «Библиотека для чтения». К ранее отмеченным вариантам к тому времени появился и Мечерин. Также тогда, в 1834 году, «Библиотека для чтения» предложила вариант, который впоследствии М. П. Алексеев избрал как академический: Метьюрин.
Однако это не привело к упорядочению транскрипции, и продолжали всплывать всё новые варианты. М. П. Алексеев обратил внимание, что в 1841 году В. Г. Белинский транскрибировал фамилию как Мичьюрен, причём в собрание сочинений критика это написание вошло дважды. Изучив другие его произведения, Алексеев установил, что Белинский всё же обычно использовал Матюрен.
Неординарное, на первый взгляд, написание фамилии Метьюрина в «Записных книжках» поэта и критика П. А. Вяземского «…как англичане его зовут, кажется, Мефрин» объясняется, видимо, написанием имени автора через th (Mathurin) при французских переводах его романов.
В 1924 году вновь стал использоваться французский вариант «Матюрен». Именно к нему тогда стал оппонировать В. В. Гиппиус, возражая, что «написание Матюрен не согласуется с общей традицией русской транскрипции английских имён» и предлагая написание Мечьюрин. В 1929 году академик В. В. Виноградов добавил к этому списку ещё одну форму, написав «о Матюрине (или Меччурине по транскрипции того времени)».
По поводу неприжившихся норм написания обсуждаемой фамилии академик М. П. Алексеев заметил:

Господствовавшая у нас в 20—30-е годы нашего столетия тенденция к так называемой фонетической транскрипции, то есть к максимальному приближению графики к орфоэпической норме английских слов и собственных имён, приводила порой к рекомендации таких карикатурных для русского читателя транскрипций, как Месьюрен, Мэйчурэн, Мейчюрен, Мэтьюрин.
— Алексеев М. П. Ч. Р. Метьюрин и его «Мельмот Скиталец».
Против принципа «фонетической транскрипции» возражали и другие русские лингвисты. М. П. Алексеев ссылается на авторитет ещё одного русского писателя, критика, переводчика — А. В. Дружинина. Переводчик Байрона и Шекспира считал правильным

… не гнаться вполне за английским произношением и щадить языки своих читателей, тем более, что совершенно приблизиться к точному звуку английского произношения не всегда бывает возможно

Как подтверждение этому, Алексеев приводит взятые из разных мест Матьюрэн, Матьюрин и т. п.
Обоснование написания Метьюрин, предложенное академиком Алексеевым и опубликованное в качестве приложения к изданию АН СССР «Литературные памятники», является на данный момент последним по времени специальным исследованием написания данной отдельно взятой фамилии (16-й том Больший советской энциклопедии 3-го издания с написанием Мэтьюрин вышел в 1974 году).

## Известные работы

### Романы
- Семья Монторио (1807)
- Молодой ирландец (1808)
- Милезский вождь (1812)
- Женщины, или За и против (1818)
- Мельмот Скиталец (1820)
- Альбигойцы (1824)
- Замок Лейкслип (1825)

### Пьесы
- Бертрам, или Замок св. Альдобранда (1816)
- Мануэль (1817)
- Френдольфо (1819)
- Осмин-отступник (изданный посмертно в 1830)

### Стихи
- Вселенная (1821)

### Проповеди
- Проповеди (1819)
- Пять проповедей по ошибкам Римско-католической церкви (1824)

## Главная книга
Наиболее известен готический роман Метьюрина «Мельмот Скиталец» (1820). Им восхищались Бальзак и Т. Готье, Бодлер и Лотреамон, Готорн и Эдгар По.

### «Мельмот» в России
Роман Метьюрина появился на русском языке в 1833, хотя многие ознакомились с ним раньше, прочитав в подлиннике или во французском переводе. Он привлёк глубокое внимание Пушкина, Лермонтова, Достоевского. Отсылки к образу Мельмота присутствуют в творчестве Набокова («Лолита» и др.).
Большое влияние Мельмот Скиталец оказал на творчество Булгакова. В его книге «Мастер и Маргарита» чётко прослеживаются прямые или косвенные ссылки на роман Метьюрина.

## Публикации на русском языке
- Метьюрин Ч. Р. Мельмот Скиталец. — М.: Наука, 1983. (Литературные памятники)
- Чарльз Роберт Мэтьюрин. Мельмот Скиталец. — М.: Терра-Книжный клуб, 2001. — 424 с.
- Чарльз Роберт Метьюрин. Мельмот Скиталец. — М.: Эксмо, 2009, — 832 с., 3 000 экз.